# Нестеры (Калужская область)
Нестеры — село в Спас-Деменском районе Калужской области России. Административный центр сельского поселения «Деревня Нестеры».

## Физико-географическая характеристика
Располагается в 25 км от Спас-Деменска и 190 км от Калуги.
Часовой пояс
Село Нестеры находится в часовой зоне МСК (московское время). Смещение применяемого времени относительно UTC составляет +3:00.

## Население
2010 год — 76 жителей.

2013 год — 72 жителя.

## Экономика
Крупнейшее предприятие на территории села — коллективное сельхозпредприятие «Нестеры».

## Инфраструктура
В селе расположен фельдшерско-акушерский пункт (ФАП) площадью 32 м², сельский клуб на 87 мест, библиотека, детская спортивная площадка.